# 陳輝 (永樂進士)
陳輝（？—？），福建福州府闽县人，明朝政治人物、進士出身。

## 生平
永樂六年（1408年）舉戊子科福建乡试。永樂十三年，登乙未科進士，官终广东按察副使。